# Stenurt
Stenurt (Sedum) er en slægt med ca. 50 arter, som er udbredt stort set overalt på den nordlige halvkugle. Det er sukkulente stauder med lav vækst og tykke blade. Blomsterne er 5-tallige. Her beskrives kun de arter, som er vildtvoksende eller dyrkede i Danmark.
| Beskrevne arter |

- Bidende stenurt (Sedum acre)
- Bjergstenurt (Sedum rupestre)
- Engelsk stenurt (Sedum anglicum)
- Hvid stenurt (Sedum album)
- Høststenurt (Hylotelephium ewersii) – se nedenfor
- Kinesisk sankthansurt (Hylotelephium spectabile) – se nedenfor
- Kinesisk stenurt (Phedimus florifer) – se nedenfor
- Liden stenurt (Sedum annuum)
- Lodden stenurt (Sedum villosum)
- Mosstenurt (Sedum lydium)
- Pudret stenurt (Sedum spathulifolium)
- Rød stenurt (Phedimus spurius) – se nedenfor
- Seksradet stenurt (Sedum sexangulare)
- Sankthansurt (Hylotelephium telephium) – se nedenfor

| Andre arter |

| - Sedum alpestre - Sedum amplexicaule - Sedum atratum - Sedum brevifolium - Sedum bulbiferum - Sedum cockerellii - Sedum compressum - Sedum conzattii - Sedum dasyphyllum - Sedum dendroideum - Sedum diffusum - Sedum divergens - Sedum ebracteatum - Sedum forsterianum - Sedum gattefossei - Sedum gracile - Sedum greggii | - Sedum havardii - Sedum hemsleyanum - Sedum hirsutum - Sedum hispanicum - Sedum lanceolatum - Sedum leblancei - Sedum lineare - Sedum magellense - Sedum makinoi - Sedum moranense - Sedum multiceps - Sedum napiferum - Sedum nevii - Sedum nuttallii - Sedum ochroleucum - Sedum oregonense - Sedum pachyphyllum | - Sedum palmeri - Sedum parvum - Sedum rubens - Sedum rupicola - Sedum sarmentosum - Sedum sediforme - Sedum stahlii - Sedum stenopetalum - Sedum subtile - Sedum ternatum - Sedum urvillei - Sedum woodwardii |

## Navneændringer efter 2004[1]
Følgende arter er udskilt af slægten Sedum og tilhører nu slægten Dudleya
- Dudleya caespitosa tidligere Sedum cotyledon
- Dudleya edulis tidligere Sedum edule

Følgende arter er udskilt af slægten Sedum og tilhører nu slægten Hylotelephium
- Sankthansurt (Hylotelephium telephium) tidligere Sedum carpaticum, Sedum fabaria eller Sedum telephium
- Høststenurt (Hylotelephium ewersii) tidligere Sedum ewersii
- Kinesisk sankthansurt (Hylotelephium spectabile) tidligere Sedum spectabile

Følgende arter er udskilt af slægten Sedum og tilhører nu slægten Phedimus
- Kinesisk stenurt (Phedimus florifer) tidligere Sedum floriferum
- Rød stenurt (Phedimus spurius)

Følgende arter er udskilt af slægten Sedum og tilhører nu slægten Rosenrod (Rhodiola)
- Almindelig rosenrod (Rhodiola rosea) tidligere Sedum rosea, Sedum rhodiola eller Sedum scopolii
- Rhodiola rhodantha tidligere Sedum rhodanthum

## Note
1. ↑  Jf. Mayuzumi og Ohba: The phylogenetic position of East Asien Sedoideae inferred from chloroplast and nuclear DNA sequences, som blev offentliggjort i "Systematic Botany" 2004, nr. 29, side 587-598